# Vidi
Vidi, también conocida como Vidicar, es una empresa de fabricación de automóviles española con sede en Vich, provincia de Barcelona.

## Historia
Vidi fue fundada en 2007 por los hermanos Jordi y Albert Vidal, que buscaban la creación de un microcoche con la estética del conocido Lotus Seven, pensando en un automóvil que permitiera ser divertido y fácil de conducir, pero de baja potencia, permitiendo su uso a conductores sin carnet.

## Modelos
Los dos modelos fabricados por Vidi son denominados GTR y GTS. Mientras que a nivel estructural son iguales, las diferencias son a nivel mecánico, pues el primero equipa un motor diésel de 5 cv de potencia, el último tiene motor a gasolina con 20 cv. Ambos motores son fabricados por Lombardini, casi iguales, con 505 cm³, con las modificaciones pertinentes que permitan la utilización de uno u otro combustible.